# Niclas Rislund
Carl Niclas Rislund, född 6 november 1972, är en svensk journalist. 

## Biografi
Rislund har tidigare varit anställd på bland annat TV4 och Göteborgs-Posten. Han var mångårig medarbetare på tidningen Expressen, och var under sin tid där involverad i ett par kontroversiella artiklar under Otto Sjöbergs tid som chefredaktör, bland annat den artikel om Mikael Persbrandt som ledde till att Persbrandt stämde Expressen. Niclas Rislund är fälld för brottet föregivande av allmän ställning. Enligt domen utgav han sig för att vara polis i samband med bevakningen av kidnappningen av Siba-direktören Fabian Bengtsson, under sin tid på Expressen. Han friades i tingsrätten men fälldes senare i hovrätten och domen fastställdes genom att Högsta domstolen inte beviljade prövningstillstånd.
Han slutade på Expressen i februari 2007 för att gå till Dagens Media, där han 2016 utsågs till chefredaktör. I december 2017 meddelade Rislund att han sagt upp sig.